# Bucher Forst
Der Bucher Forst ist eine Waldfläche in Berlin und Brandenburg. Er wurde nach dem Berliner Ortsteil Buch benannt, auf dessen Gebiet er sich teilweise befindet.
Die Gesamtfläche von 1100 ha teilt sich in einen 600 ha großen Berliner Teil im Bezirk Pankow und einem kleineren Teil im Landkreis Barnim. Von der Gesamtfläche sind 250 ha mit Hochwald bedeckt, während der Rest überwiegend aus Baumbestand auf den ehemaligen Berliner Rieselfeldern besteht. Im westlichen Teil liegen mehrere größere Wasserflächen, welche als Karpfenteiche bezeichnet werden. Der Bogensee ist der größte von ihnen.
Der Kernbereich des Bucher Forsts mit dem Bogensee bildet das Naturschutzgebiet „Bogenseekette und Lietzengrabenniederung“ (NSG 32). Die umgebenden Bereiche gehören in Berlin zum Landschaftsschutzgebiet „Buch“ (LSG 47) und in Brandenburg zum Landschaftsschutzgebiet „Westbarnim“.

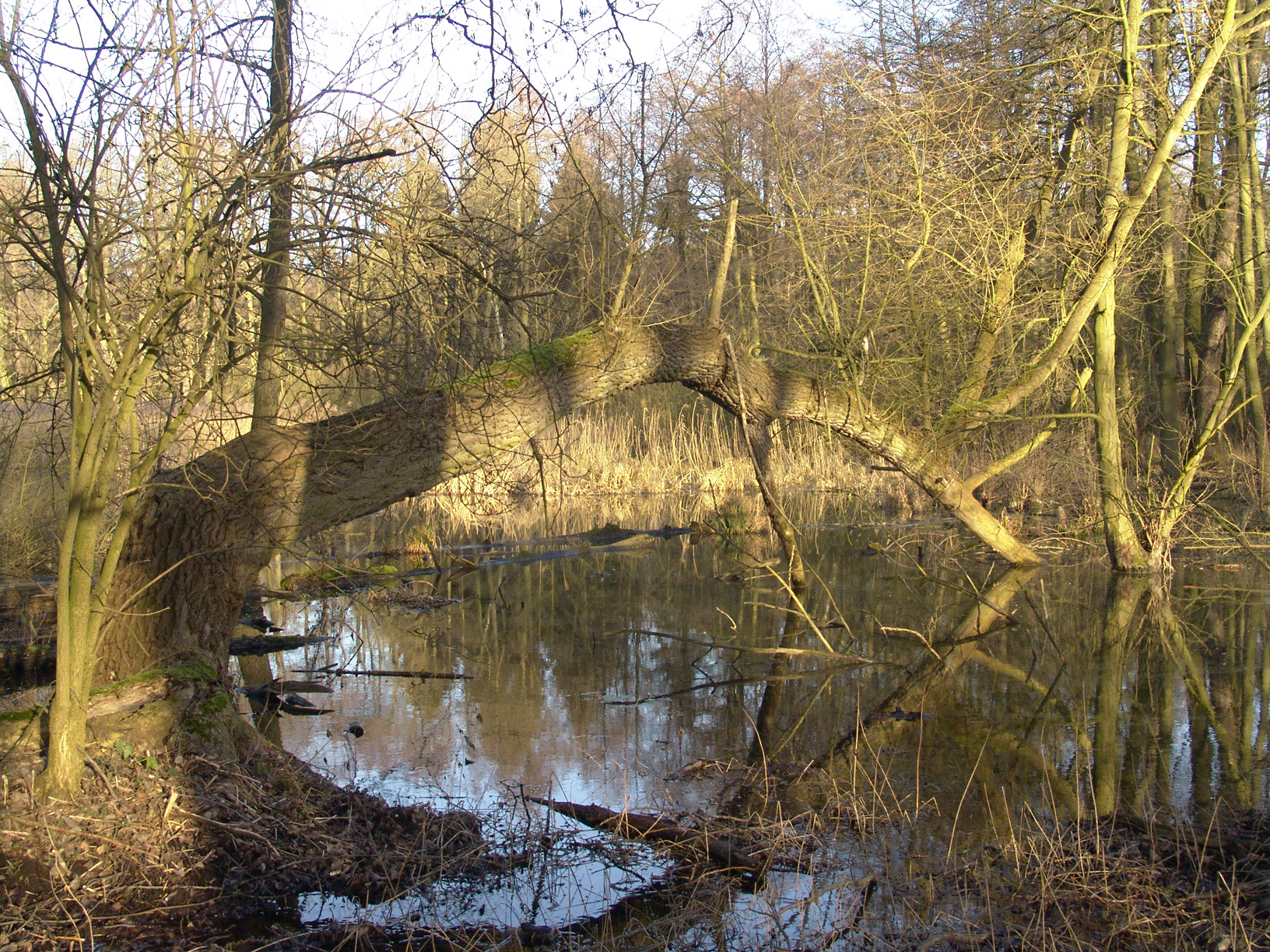
Gold-Gelbe Sicht im Winter 2007: Blick Richtung Nordosten, im Vordergrund ein umgefallener Baum. Standort im Gehölz, 10 m vom Pfad.
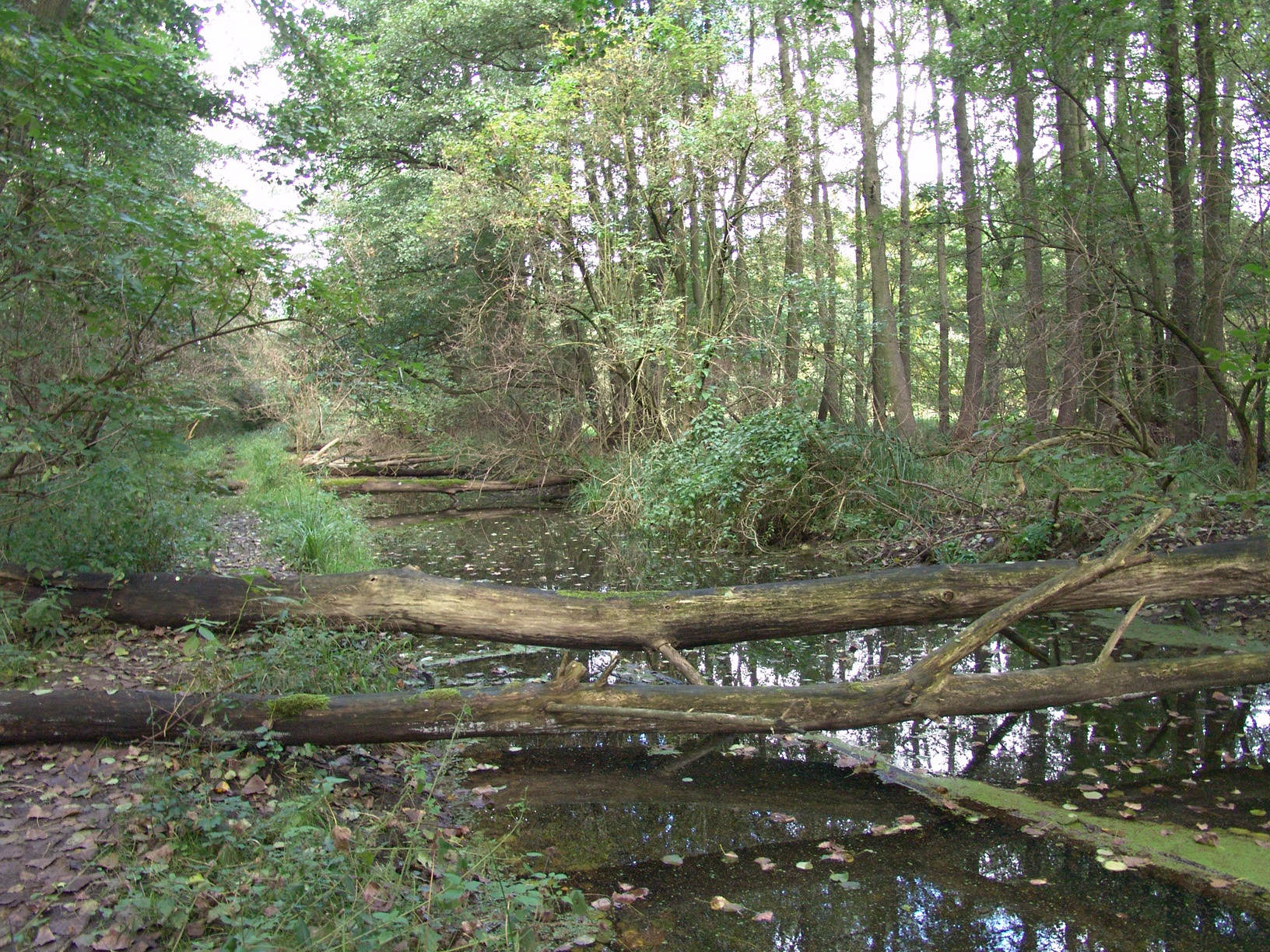
Der Seegraben, Zufluss zum Bogensee. Blick Richtung Quelle. Standort fast an der Mündung. Umgefallene Bäume über Pfad und Graben.
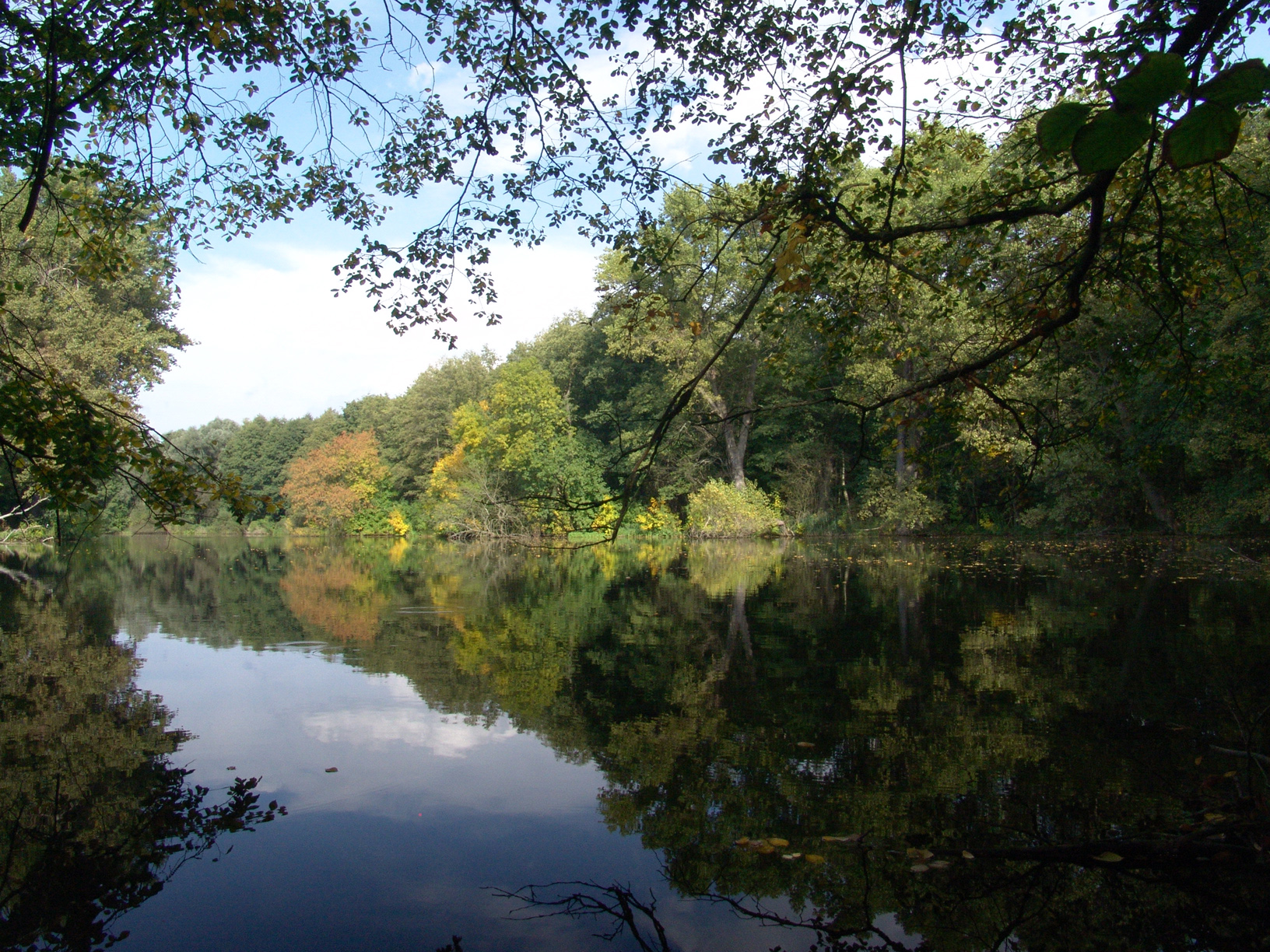
Oberer Teich mit Blick nach Nordosten, in Richtung Bogensee.
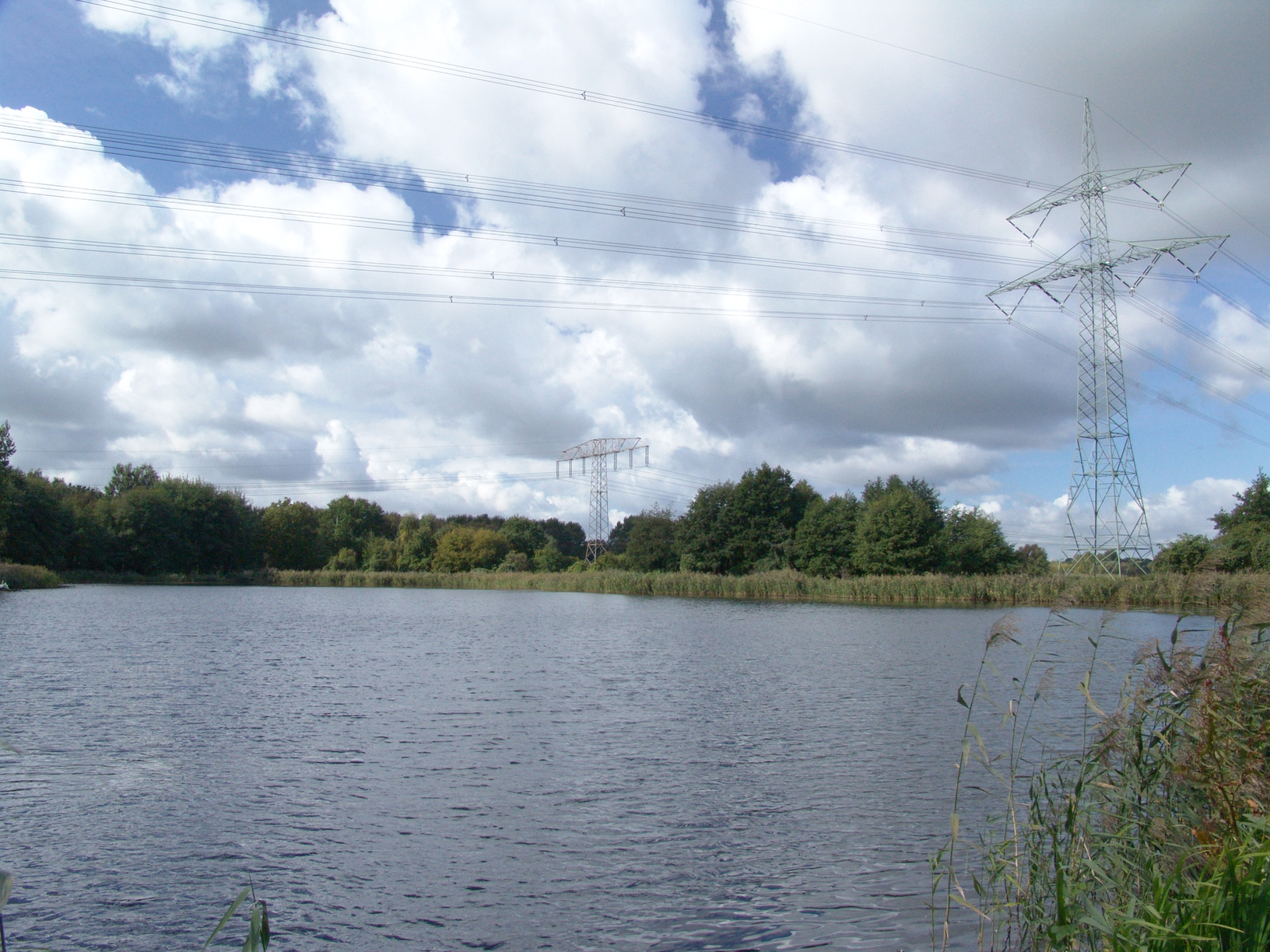
Unterer Teich (zweite Hälfte). Blick in Richtung Schleuse.